# Vyškovec
Vyškovec település Csehországban, a Uherské Hradiště-i járásban. Vyškovec Vápenice, Lopeník és Starý Hrozenkov településekkel határos. Lakosainak száma 193 fő (2024. január 1.).

## Népesség
A település lakosságának változását az alábbi diagram mutatja:
| Lakosok száma | 568  | 643  | 714  | 662  | 324  | 129  | 153  | 143  | 153  | 193  |
|               | 1869 | 1900 | 1921 | 1961 | 1980 | 2011 | 2016 | 2019 | 2021 | 2024 |